# Rabelo
Nota: Se procura por embarcação portuguesa típica do Rio Douro, consulte Barco Rabelo.
Rabelo é uma rede de lojas de eletrodomésticos e móveis com sede em Fortaleza, possuindo mais de 95 lojas espalhadas entre os estados do Ceará, Rio Grande do Norte, Piauí, Pernambuco, Bahia, Maranhão e Paraíba, atualmente segue em expansão pelo Nordeste. A empresa está em recuperação judicial desde 2017.